# Open Root Server Network

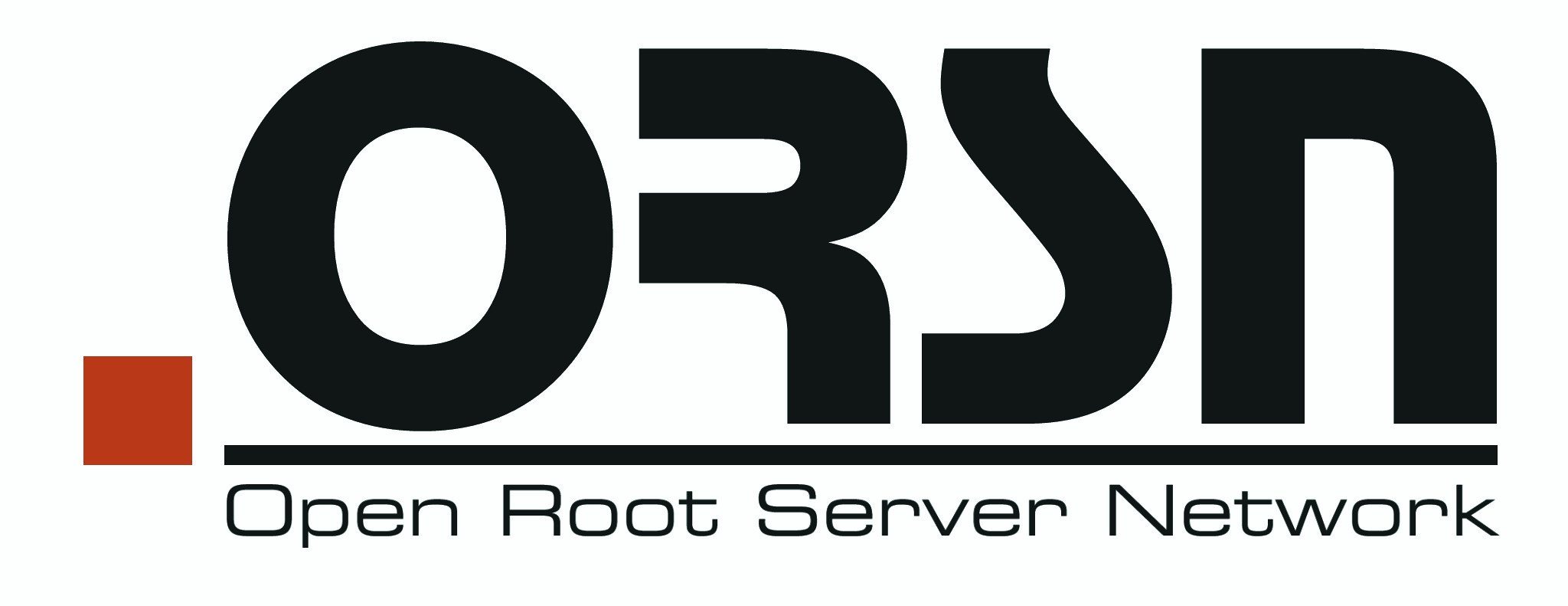
Logo des Open Root Server Networks

Das Open Root Server Network (ORSN) wurde im Jahr 2002 von Markus Grundmann als Alternative zu den von der ICANN koordinierten Root-Nameservern ins Leben gerufen.
Aufgabe des ORSN ist es, die Namensauflösung im Internet durch ein weiteres Root-Server-Netzwerk sicherzustellen, das technisch zu 100 % kompatibel mit dem ICANN-Root ist, aber nicht der politischen Einflussnahme der ICANN ausgesetzt ist. ORSN ist nicht profitorientiert und hat daher zum Beispiel nicht das Ziel, die eigene Root-Zone durch zusätzliche Top-Level-Domains zu erweitern, wie es von manchen Organisationen aus kommerziellen Gründen angestrebt wird.
Zehn ORSN-Server befinden sich in Europa und werden von verschiedenen ISPs betrieben. 
Ein Totalausfall des ICANN-Root-Server-Netzwerks wird durch die redundante Auslegung allgemein ausgeschlossen. Kritisiert wird dagegen häufig, dass die ICANN durch die Root-Server einen zu großen Einfluss auf den Betrieb des Internets hat. Da die ICANN vertraglich dem US-Handelsministerium unterstellt ist, befürchten einige Kritiker, das Abschalten oder Umleiten bestimmter Top-Level-Domains könnte als Druckmittel zur Durchsetzung politischer Ziele genutzt werden.
Das ORSN-Projekt stellt keine Absonderung des Domain Name System dar, soll jedoch die Einflussnahme der ICANN einschränken. Des Weiteren erhoffen sich die Betreiber eine positive Nebenwirkung auf die Zugriffszeiten durch die Lastverteilung auf ICANN- und ORSN-Server.
Am 22. Oktober 2008 gaben die Betreiber bekannt, dass ORSN mit Ablauf des Jahres 2008 abgeschaltet wird. Als Grund wurde ein nachlassendes Interesse der Betreiber genannt. ORSN-Nutzern wurde ein Wechsel auf die von ICANN koordinierten Nameserver empfohlen.
Im Zuge der Spionageprogramme PRISM und Tempora teilte Grundmann im Juni 2013 mit, dass er ORSN wiederaufleben lassen und noch im gleichen Jahr wieder in Betrieb nehmen möchte.
Ab 1. Juli 2013 war das Netzwerk wieder in Betrieb.
Seit Mai 2019 ist das Projekt erneut offline und wird eigenen Angaben zufolge nicht mehr online gehen.
Neben ORSN gab und gibt es weitere alternative DNS-Root-Betreiber, zum Beispiel das noch aktive OpenNIC.